# Lake Wildwood
Lake Wildwood is een plaats (census-designated place) in de Amerikaanse staat Californië, en valt bestuurlijk gezien onder Nevada County.

## Demografie
Bij de volkstelling in 2000 werd het aantal inwoners vastgesteld op 4868.

## Geografie
Volgens het United States Census Bureau beslaat de plaats een oppervlakte van
9,1 km², waarvan 7,9 km² land en 1,2 km² water.

## Plaatsen in de nabije omgeving
De onderstaande figuur toont nabijgelegen plaatsen in een straal van 24 km rond Lake Wildwood.